# Constantin Choirosphaktès
Constantin Choirosphaktès est un diplomate byzantin sous les règnes de Nicéphore III Botaniatès (1078-1081) puis d'Alexis Ier Comnène (1081-1118). 

## Biographie
Il apparaît pour la première fois dans les sources en 1078 en tant que proèdre, quand il est envoyé par Nicéphore III pour négocier avec le général rebelle Nicéphore Bryenne. Après l'arrivée au pouvoir d'Alexis Ier en 1081, il est élevé au rang de protoproèdre (premier des proèdres) et envoyé comme ambassadeur auprès de l'empereur Henri IV du Saint-Empire, pour lui proposer une alliance. En effet, les Byzantins viennent d'être vaincus lors de la bataille de Dyrrachium contre les Normands de Robert Guiscard, et ils espèrent qu'en attaquant les Normands en Italie, Henri IV obligera Robert Guiscard à revenir sur ses terres. Pour cela, Constantin Choirosphaktès emporte avec lui 144 000 pièces d'or à destination de l'empereur romain germanique, 100 pièces de soie pourpre (une couleur impériale à haute valeur symbolique), un pendentif d'or, un reliquaire d'or, une coupe de cristal, un calice en sardonyx plus une promesse de 216 000 pièces d'or supplémentaires et vingt rogai (des charges donnant droit à une pension). Cette action diplomatique porte ses fruits puisque Henri se dirige sur Rome et oblige Robert Guiscard à revenir temporairement sur le sol italien.
En 1081, il participe au synode qui condamne Jean Italos. Il est alors protonotaire du drome. Quelques années plus tard, en 1088, un chrysobulle le mentionne comme protoproèdre et détenteur du poste important d’epi ton deeseon, désignant le personnage chargé de recevoir les doléances adressées à l'empereur. En 1094, il participe de nouveau à un synode qui condamne Léon de Chalcédoine. Il détient alors le rang de curopalate. 
D'après un sceau, il apparaît que Constantin a détenu le poste du gouverneur des thèmes (provinces) combinés de l'Hellas et du Péloponnèse, sans que les dates ne soient connues. Basile Skoulatos émet l'hypothèse qu'il a occupé ce poste entre 1094 et 1105. Avant 1110, il semble avoir rendu visite au moine Cyrille le Philéote pour lui faire don de la propriété qu'il possède près de l'ermitage du saint, c'est sa dernière apparition dans les sources.
Selon l'historien Nicéphore Bryenne, c'est « un homme prudent et cultivé, doté des qualités d'un politicien avisé », tandis que les sources hagiographiques soulignent sa piété.

### Sources primaires
- Anne Comnène (trad. du grec ancien par Bernard Leib), L'Alexiade, Paris, Les Belles lettres, 2006, 306 p. (ISBN 978-2-251-32219-3).

### Sources secondaires
- Pierre Gautier, « Le synode des Blachernes (fin 1094). Étude prosopographique », Revue des études byzantines, vol. 29,‎ 1971, p. 213-284 (lire en ligne).
- Élisabeth Malamut, Alexis Ier Comnène, Ellipses, 2007.
- Basile Skoulatos, Les Personnages byzantins de l'Alexiade : Analyse prosopographique et synthèse, Louvain-la-Neuve, Nauwelaerts, 1980.